# هاینز ایسلر (دوچرخه‌سوار)
هاینز ایسلر (انگلیسی: Heinz Isler؛ زادهٔ ۱۹ فوریهٔ ۱۹۶۰) دوچرخه‌سوار اهل سوئیس است.